# Monti Sacramento
I Monti Sacramento sono una catena montuosa degli Stati Uniti d'America localizzata nella parte centro-meridionale dello Stato del Nuovo Messico, situata appena ad est della città di Alamogordo nella Contea di Otero (una piccola sezione della catena si trova nella contea di Lincoln e nella Contea di Chaves). Da nord a sud i Monti Sacramento si estendono per 137 km, e da est a ovest per 68 km.
I Monti Sacramento possono essere divisi in due sezioni: la principale è quella settentrionale, comprendente la maggior parte della superficie e con altitudini superiori ai 2.290 metri sul livello del mare; e una sezione più piccola posta nel sud-est, contigua ad un'altra catena montuosa, i Monti Guadalupe.
Sul Sacramento Peak si trova il Telescopio solare Richard B. Dunn, facente parte del National Solar Kbservatory.
Nelle vicinanze di questa regione geografica si trovano il bacino Tularosa, immediatamente a ovest della sezione principale della gamma, la Sierra Blanca e i Monti Capitan a nord-ovest e nord-est; le Border Hills e il margine occidentale della valle del fiume Pecos ad est; i Monti Guadalupe a sud-est; l'Otero Mesa, a sud della sezione principale. Il Rio Tularosa e Rio Ruidoso separano i Monti Sacramentos dalla Sierra Blanca e dai Monti Capitan.